# Denis Fogarty
Pour les articles homonymes, voir Fogarty.
Pas d'image ? Cliquez ici

a Compétitions nationales et continentales officielles uniquement.

Dernière mise à jour le 13 juillet 2015.
Denis Fogarty, est né le 16 juillet 1983 à Limerick en Irlande. C’est un joueur de rugby à XV, qui joue avec la province du Munster, évoluant au poste de talonneur (1,83 m et 110 kg).
Il a un frère plus âgé John, qui est le capitaine du Connacht Rugby.
Il a été international scolaire et international des moins de 21 ans (battu en finale de la Coupe du monde par la Nouvelle-Zélande lors de l'édition écossaise).

## Carrière
Il joue avec la province du Munster en Coupe d'Europe (4 matchs en 2005-06) et en Celtic league. Fin 2006, il est indisponible à cause d'une blessure à l'épaule.

En avril 2012, il annonce qu'il rejoindra pour deux saisons le Stade Aurillacois (pro D2)[réf. nécessaire].
Puis en 2013, Le SU Agen, équipe descendue en PRO D2, le recrute pour 2 saisons. Il quitte le SU Agen en 2015 pour le Provence rugby.
- 2004-2007 : Munster
- 2012-2013 : Stade Aurillacois
- 2013-2015 : SU Agen
- Depuis 2015 : Provence rugby

## Palmarès

### En club
- Champion d'Europe en 2005-06 avec le Munster